# أكاديمية بي بي سي
أكاديمية بي بي سي. انطلقت في ديسمبر 2009، هي مركز تدريب خاص بهيئة الإذاعة البريطانية، تضم كليات الصحافة والإنتاج والقيادة ومركز التكنولوجيا.
تركز الأكاديمية على تقديم مجموعة للتدريب والتنمية على درجة عالية من الجودة، بدورات شخصية مباشرة وبرامج على الإنترنت ومجموعة متباينة من المبادرات التنموية وبالتالي يكون التدريب ذا صلةٍ وفعالاً للأفراد والأعمال التجارية.
بالإضافة إلى تدريب طاقم العاملين في هيئة الإذاعة البريطانية، فالأكاديمية لديها صلاحيات للتدريب الشامل في هذا القطاع وذلك بموجب عقد مع هيئة الإذاعة البريطانية. وتهدف إلى مشاركة أكبر قدر ممكن من التدريب الذي تقدمه مجانًا، وتقدم بعض الدورات على أساس تجاري سواء داخل المملكة المتحدة أو خارجها.
وتقدم كلية الصحافة مقرًا واحدًا متكاملاً لجميع مجالات التدريب والتنمية الصحفية، كما تقدم معايير تحريرية وتدريبًا قانونيًا والمهارات الأساسية لمهنة الصحافة، فضلاً عن زيادة مجال التدريب الدولي. كما يعتبر الموقع الإلكتروني لكلية الصحافة (www.bbc.co.uk/journalism) مصدرًا متفردًا يضم ما يزيد عن 2,000 صفحة نصية وما يقرب من 1,500 من الأفلام والمواد السمعية والتمارين التفاعلية مما يجعلها واحدة من أكبر المصادر من نوعها في العالم على الإنترنت، وهي مجانية في جميع أرجاء المملكة المتحدة أو متاحة عن طريق الاشتراك بها خارج المملكة المتحدة.
وتركز كلية الإنتاج على مهارات التحرير والإبداع والإنتاج الأساسية إلى جانب التدريب والتأهيل المتعدد الجوانب على إدارة الإنتاج والصحة والسلامة. ويعد الموقع الإلكتروني لكلية الإنتاج (www.bbc.co.uk/collegeofproduction)، الأول من نوعه في مجتمع الإنتاج في المملكة المتحدة والذي يقدم استشارات عملية في جميع الجوانب الخاصة بالتلفزيون والإذاعة والإنتاج على الإنترنت وهو متاح لمجتمع الإنتاج وعامة الجمهور بالمجان.
أما كلية القيادة فتركز على بناء قيادات ومهارات الفعالية الشخصية في أنحاء الشركة كما تأخذ بزمام المبادرة في تطوير الأعمال والمهارات المهنية.
وبالنسبة لمركز التكنولوجيا فإن المحور الأساسي له هو توفير التدريب في هندسة وتكنولوجيا البث الإذاعي وكذلك جميع نظم العمل ذات الصلة كما يقدم تدريبًا في هندسة البرمجيات. كما تتوافر مجموعة من برامج مركز التكنولوجيا للقطاع على نطاق شامل في المملكة المتحدة وذلك على أساس تجاري.

## معلومات تاريخية
يرجع أصل الأكاديمية إلى ما قبل تقرير تحقيق هوتون الذي أجراه المحرر السابق في هيئة الإذاعة البريطانية رون نيل وبرايس ووترهاوس كوبرز في عام 2004 والذي أوصى بعدد من الإصلاحات الواسعة في هيئة الإذاعة البريطانية والتي تشمل إنشاء أكاديمية يرأسها مدير أكاديمي. ووجه انتقاد لفكرة إعادة تدريب أعداد كبيرة من المذيعين في هيئة الإذاعة البريطانية من قبل صحيفة «دايلي ميل» Daily Mail في مقال افتتاحي تحت عنوان «إجمالي رد الفعل المفرط للأشياء العادية» وشبه هذه الفكرة «بالنمط السوفيتي لإعادة التعليم» البيروقراطي.
وبالرغم من ذلك، فقد تم افتتاح كلية هيئة الإذاعة البريطانية كدورات تعليم إلكتروني في يونيو 2005, وكان كيفين مارش هو المحرر التنفيذي.
وتم افتتاح الأكاديمية التي ضمت مناهج التدريب في الصحافة والإنتاج والقيادة والتكنولوجيا للطلاب في ديسمبر عام 2009, كصفوف مجانية للدراسات العليا على الإنترنت لمن دفعوا رسوم الترخيص والمؤسسات الإعلامية المنافسة الجديدة.

## الهيكل
ويرأس الأكاديمية المدير آن ماريسون. وتدرس الأكاديمية غالبية المناهج الجامعية التي تُدرس في مركز تلفزيون بي بي سي ووبي بي سي وايت سيتي في وسط لندن ووود نورتون بالقرب من إفشم في رسيستيرشاير..
وتقدم كلية الصحافة لهيئة الإذاعة البريطانية، التي تخضع لإدارة أكاديمية هيئة الإذاعة البريطانية، دورة أسس الصحافة والقيادة التحريرية وغيرها الكثير من الدورات.

## وصلات خارجية
- BBC Academy
- BBC Academy Commercial Site
- College of Journalism
- College of Production